# Cassen
Cast Sendra i Barrufet (Tarragona, 28 d'octubre de 1928 - Barcelona, 4 d'agost de 1991), conegut amb el nom artístic de Cassen, va ser un actor i humorista català de teatre, cinema i televisió.
És enterrat al Cementiri del Poblenou (Dep. III, illa 2a, tomba 28).

## Trajectòria professional

### Teatre
- 1956. Escàndol matrimonial. Amb Bella Dorita. Teatre Talia de Barcelona.
- 1962. Año nuevo, viuda nueva, revista. Estrenada al teatre Apol·lo de Barcelona.
- 1964. ¡Es broma!. Estrenada al teatre Victòria de Barcelona.
- 1970. Viva el amor (espectacle de revista). Estrenat al teatre Victòria de Barcelona.

### Cinema
- 1961. Plácido. Director: Luis García Berlanga.
- 1962. Bahía de Palma. Director: Juan Bosch.
- 1962. Atraco a las tres.
- 1963. El mujeriego.
- 1964. Piso de soltero.
- 1966. 07 con el dos delante (Agente: Jaime Bonet). Director: Ignacio F. Iquino
- 1967. La tía de Carlos en minifalda.
- 1967. El terrible de Chicago. Director: Joan Bosch
- 1968. El hueso. Director: Antonio Giménez Rico.
- 1969. El cronicón.
- 1971. En la red de mi canción.
- 1972. La liga no es cosa de hombres. Director: Ignacio F. Iquino.
- 1972. Busco tonta para fin de semana. Director: Ignacio F. Iquino.
- 1972. Ligue story.
- 1973. Celos, amor y mercado común.
- 1974. La furia española.
- 1984. La de Troya en el Palmar.
- 1988. Amanece, que no es poco.
- 1988. Pasodoble.
- 1991. Amo tu cama rica.

### Televisió
- 1988. De professió: A.P.I., sèrie escrita i dirigida per Esteve Duran. Producció de Televisió de Catalunya.
- 1989. Tot un senyor (personatge convidat), sèrie escrita i dirigida per Esteve Duran. Producció de Televisió de Catalunya. Va aparèixer juntament amb Marta Padovan interpretant els senyors Millet de De professió: A.P.I.

### Discografia
- 1959.	Interferencias radiofónicas. Chistes telefónicos. En este mundo traidor. Historieta cuartelera. Regal, 1959. (Disc de vinil de 45 r.p.m.)
- 1966. Jaime Bonet en el banquillo
- 1967. Maria la molinera. Lección de inglés. Los programas TV. Sono Play. 1967. (Disc de vinil de 45 r.p.m)
- 1969. Maria la molinera. A un panal de rica miel. Escuela de analfabetos. Carnet de seducir. Orlador, 1969. (Disc de vinil de 45 r.p.m.)
- 1969. ¡Es broma!. Barcelona, Círculo de Lectores, DL 1969. (Disc de vinil de 45 r.p.m.)
- 1973. Qué risa tía Felisa. (Disc de vinil de 33 r.p.m.)
- Papitu Bragulat. Escuela de analfabetos. Como rellenan su quiniela. Sono Play. (Disc de vinil de 45 r.p.m.)

### Premis
- 1973. Moustache de Honor de La Garriga